# To you (高中正義の曲)
「To you」（トゥー・ユー）は、日本のギタリストである高中正義が1983年1月25日にリリースした10枚目のシングルである。

## 解説
オリジナルアルバム未収録で、1984年に発売されたベスト・アルバム『TAKANAKA'S COCKTAIL』に収録された。
「To you」は、前作の「Saudade」に引き続き北大路欣也が出演したマツダ"ファミリア"CMソングに使用された。
B面の「EONA」は、前年発売のアルバム『SAUDADE』からのシングルカットで、シングル用にエディットが施されている。

## 収録曲
| 全作曲: 高中正義。 |            |           |            |                                 |      |
| #                  | タイトル   | 作詞      | 作曲・編曲 | 編曲                            | 時間 |
| 1.                 | 「To you」 |           | 高中正義   | 高中正義                        | 4:20 |
| 2.                 | 「EONA」   |           | 高中正義   | 高中正義, Narada Michael Walden | 4:20 |
| 合計時間:          | 合計時間:  | 合計時間: | 8:40       |                                 |      |

## 参加ミュージシャン

### To you
- Drums：宮崎まさひろ
- Bass：鳴瀬喜博
- Keyboard：森村献
- Guitar：鳥山雄司
- Percussion：木村誠
- Chorus：EVE